# 보베-티예 공항

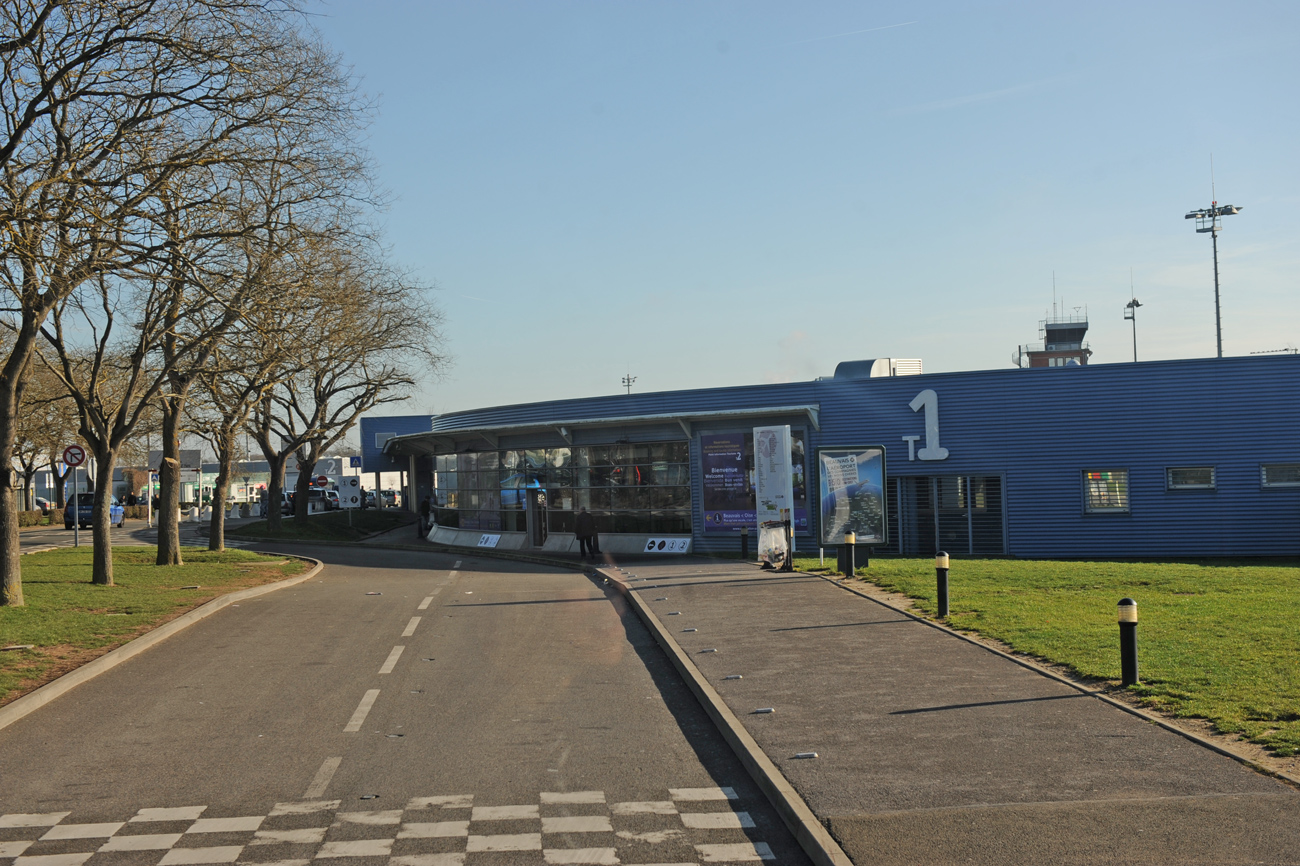

보베-티예 공항(Beauvais–Tillé Airport, 프랑스어: Aéroport de Beauvais-Tillé, IATA: BVA, ICAO: LFOB, branded as Paris-Beauvais Airport,), 파리-보베 공항(Paris-Beauvais Airport)은 프랑스 티예 코뮌의 보베시 주변에 위치한 국제공항이다. 2016년 프랑스에서 10번째로 분주한 공항이었으며 승객 수는 3,997,856명이었고 대부분 저가 항공 위주였다.